# 黑縱帶錦魚
黑縱帶錦魚，為輻鰭魚綱鱸形目隆頭魚亞目隆頭魚科锦鱼属的其中一種，分布於東大西洋的聖多美海域，棲息深度0-64公尺，體長可達15公分，棲息在礁石區海域，生活習性不明。